# Dian Chi
Dian Chi (kinesiska: Tien Ch’ih, 滇池) är en sjö i Kina. Den ligger i provinsen Yunnan, i den sydvästra delen av landet, omkring 26 kilometer söder om provinshuvudstaden Kunming. Dian Chi ligger 1 886 meter över havet. Arean är 298 kvadratkilometer. Den sträcker sig 40,0 kilometer i nord-sydlig riktning, och 19,0 kilometer i öst-västlig riktning.
Följande samhällen ligger vid Dian Chi:
- Majie (131 696 invånare)

Genomsnittlig årsnederbörd är 1 483 millimeter. Den regnigaste månaden är juni, med i genomsnitt 199 mm nederbörd, och den torraste är december, med 61 mm nederbörd.